# Рейнбот фон Турн
Рейнбот фон Турн (нем. Reinbot von Turn (Durne); ок. 1230—1240-е годы) — южно-немецкий поэт немецкого Средневековья. Представитель школы Вольфрама фон Эшенбаха.

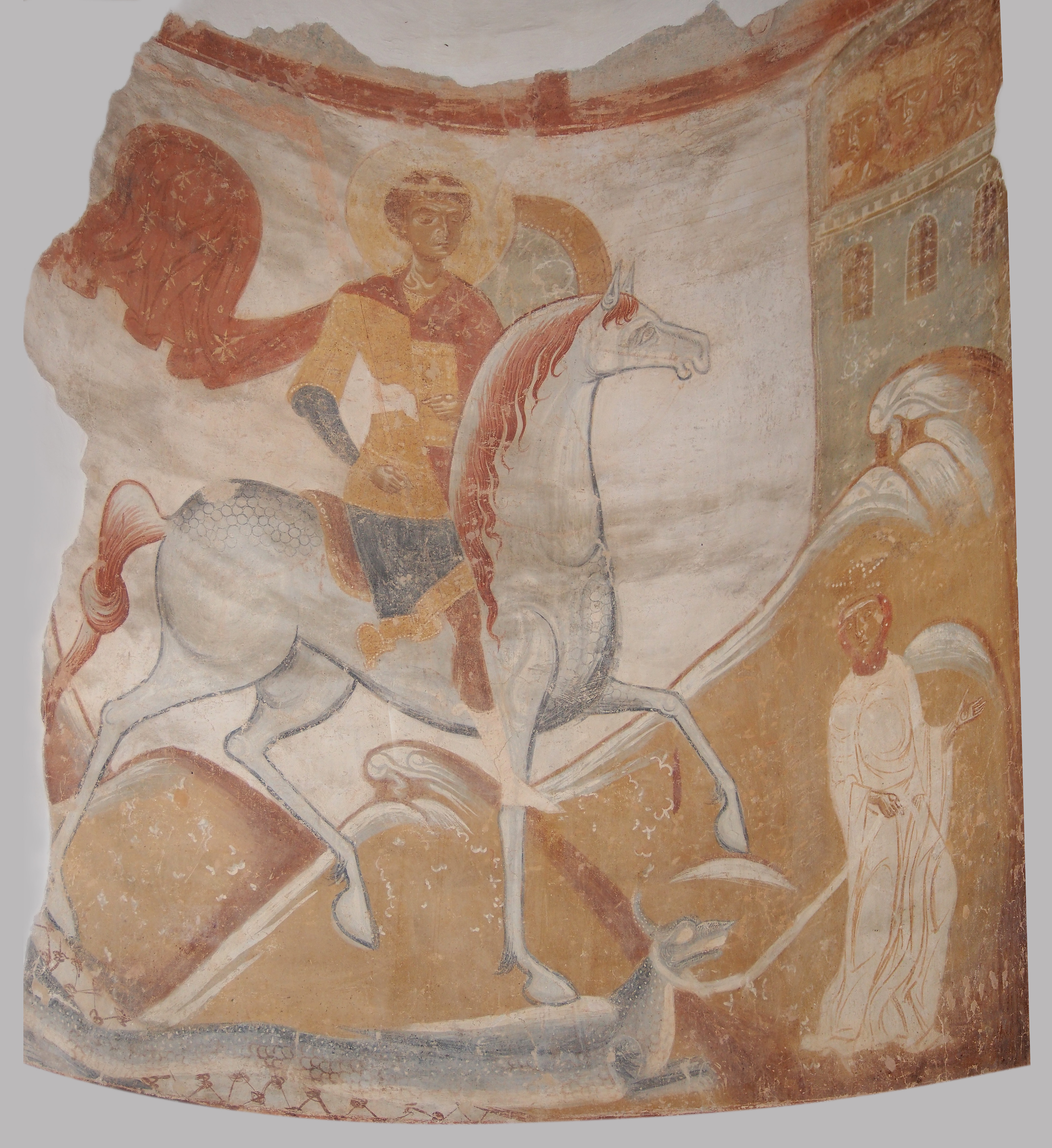
Изображение святого Георгия на фреске Георгиевской церкви в Старой Ладоге (XII век)

## Биография
По происхождению крестьянин. Вероятно, родился в Вёрт-ан-дер-Донау или Вальдюрне.
Придворный поэт, служивший при дворе баварского герцога Оттона Светлейшего (1231—1253), по поручению которого, написал духовную рыцарскую песнь о святом Георгии.

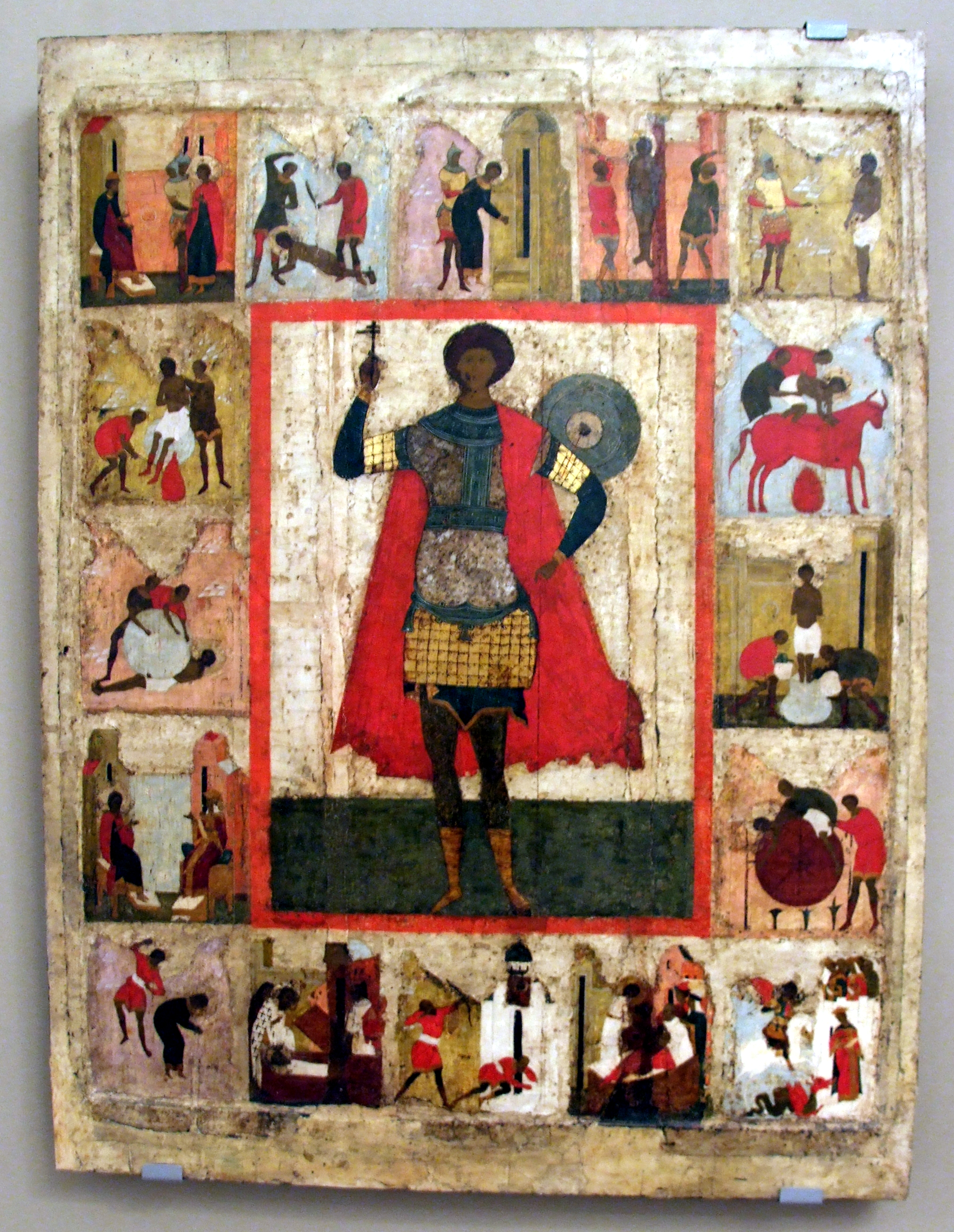
Житийная икона Святого Георгия. В клеймах можно разглядеть различные пытки, в том числе и те, которых нет в стандартном списке — например, как его жгут в медном раскалённом докрасна быке

Известен как автор средневерхненемецкого эпоса Georgslegende о жизни и мученической смерти Святого Георгия в 6000 строк, разделенных на рифмованные двустишия, со вставленными высокопарными молитвами; не лишенный достоинств. Написан с 1231 по 1253 год, но учёные расходятся во мнениях относительно более точной датировки. Oxford Companion to German Literature датирует его первыми годами правления Оттона Светлейшего (1231—1236). Эпос сосредоточен на мученической смерти Святого Георгия, а не на его военной карьере или его посмертных чудесах. Производит, в общем, отталкивающее впечатление, вследствие детального изображения пыток. Тем не менее, пронизан темами крестового похода и анахронизмами. Действие происходит в Римской империи в 290 году.
Рейнбот фон Турн пересказывает легенду, упрощая её: 72 царя у него превратились в 7, а бесчисленные пытки сократились до 8 (связывают и кладут на грудь тяжёлый груз; бьют палками; морят голодом; колесуют; четвертуют и бросают в пруд; спускают с горы в медном быке; загоняют под ногти отравленный меч), и наконец, отрубают голову. Эпизод с драконом не упоминается.
Французский источник, по которому составлена песнь, до сих пор не обнаружен; он должен быть близок к латинскому стихотворению Петра Партенопейского ((Неаполитанского, XIII век).
Песнь Рейнбота фон Турна впервые напечатана Ф.-Г. фон дер Хагеном в 1 томе «Gedichte des deutschen Mittelalters» (Б., 1808).